# Ricky Council IV
Ricky Nickardo Council IV (Durham, 3 de agosto de 2001) é um jogador norte-americano de basquete profissional que atualmente joga pelo Philadelphia 76ers da National Basketball Association (NBA).
Ele jogou basquete universitário por Wichita State e Arkansas.

## Início da vida e carreira no ensino médio
Council nasceu e cresceu em Durham, Carolina do Norte e frequentou a Southern School of Energy and Sustainability. Ele foi nomeado para a Terceira-Equipe do Estado em seu último ano após ter médias de 23 pontos, 9,5 rebotes e cinco assistências. Council foi classificado como um recruta de três estrelas e se comprometeu a jogar basquete universitário por Wichita State.

## Carreira universitária
Council começou sua carreira universitária na Wichita State, onde teve um impacto imediato. Em sua temporada de calouro, ele teve médias de 7,1 pontos e 3,4 rebotes, conquistando um lugar na Equipe de Novatos da AAC. Em seu segundo ano, o desempenho de Council melhorou significativamente, já que ele jogou em todos os 28 jogos e teve médias de 12 pontos, 5,4 rebotes e 1,1 roubos de bola, recebendo o reconhecimento como o Sexto Homem do Ano da AAC. Apesar de inicialmente ter se declarado para o draft da NBA de 2022, Council retirou seu nome e decidiu entrar no portal de transferência da NCAA.
Council decidiu transferir-se para a Universidade do Arkansas em vez de aceitar ofertas de outras universidades, incluindo Kansas, Alabama, Georgia Tech, Mississippi State e Iowa State. No final de sua terceira temporada, ele foi nomeado para a Segunda-Equipe da SEC com médias de 16,1 pontos, 3,6 rebotes, 2,3 assistências e 1,1 roubos de bola. Após o término do Torneio da NCAA de 2023, ele anunciou que renunciaria ao restante de sua elegibilidade universitária e entraria no draft da NBA de 2023.

## Carreira profissional
Após não ser selecionado no draft da NBA de 2023, Council assinou um contrato bidirecional com o Philadelphia 76ers em 1º de julho de 2023. No entanto, ele foi dispensado em 20 de outubro, mas assinou um novo contrato bidirecional com a equipe em 25 de outubro.
Em 2 de janeiro de 2024, Council fez sua estreia na NBA pelos 76ers em uma vitória por 110-97 sobre o Chicago Bulls. Em 10 de fevereiro, ele teve sua melhor jogo na carreira com 19 pontos e 10 rebotes contra o Washington Wizards. Em 13 de abril, ele assinou um contrato de 4 anos e US$7.3  milhões com os 76ers.

## Estatísticas da carreira

### NBA

#### Temporada regular
| Year    | Team         | GP | GS | MPG | FG%  | 3P%  | FT%  | RPG | APG | SPG | BPG | PPG |
| ------- | ------------ | -- | -- | --- | ---- | ---- | ---- | --- | --- | --- | --- | --- |
| 2023–24 | Philadelphia | 32 | 0  | 9.0 | .482 | .375 | .746 | 1.4 | .5  | .3  | .0  | 5.4 |

### Universitário
| Ano      | Equipe        | PJ | PT | MPJ  | AP   | 3P   | LL   | RT  | AS  | BR  | TO | PPJ  |
| -------- | ------------- | -- | -- | ---- | ---- | ---- | ---- | --- | --- | --- | -- | ---- |
| 2020–21  | Wichita State | 21 | 1  | 15.6 | .421 | .444 | .636 | 3.4 | 1.0 | .3  | .1 | 7.1  |
| 2021–22  | Wichita State | 28 | 7  | 26.6 | .437 | .306 | .849 | 5.4 | 1.6 | 1.1 | .5 | 12.0 |
| 2022–23  | Arkansas      | 36 | 29 | 34.1 | .433 | .270 | .794 | 3.6 | 2.3 | 1.1 | .3 | 16.1 |
| Carreira | Carreira      | 85 | 37 | 25.4 | .430 | .340 | .759 | 4.1 | 1.6 | .8  | .3 | 11.7 |

## Vida pessoal
Os dois irmãos mais velhos de Council também receberam o nome de seu pai, Ricky Council. Tanto Ricky Council II quanto Ricky Council III também jogavam basquete universitário.